# Jarabe Filarmónico (con la Orquesta Filarmónica de Costa Rica)
Jarabe Filarmónico es el undécimo álbum de estudio de la banda española de pop rock Jarabe de Palo, lanzado el 5 de octubre de 2018 bajo el sello Tronco Records. En este álbum se interpretan 13 canciones de la banda española junto a la Orquesta Filarmónica de Costa Rica.
1. Agua (Versión Filarmónica)
2. Bonito (Versión Filarmónica)
3. Déjame Vivir (Versión Filarmónica)
4. Depende (Versión Filarmónica)
5. Dicen (Versión Filarmónica)
6. Dos Días en la Vida (Versión Filarmónica)
7. El Lado Oscuro (Versión Filarmónica)
8. Frío (Versión Filarmónica)
9. Grita (Versión Filarmónica)
10. Humo (Versión Filarmónica)
11. La Flaca (Versión Filarmónica)
12. Me Gusta Cómo Eres (Versión Filarmónica)
13. Te Miro y Tiemblo (Versión Filarmónica)